# Julie Dreyfus
Julie Dreyfus (París; 24 de enero de 1966) es una actriz de cine y televisión francesa.

## Primeros años
Dreyfus nació en París, Francia, pero se educó en el Reino Unido. Hija de la actriz Pascale Audret y del productor discográfico Francis Dreyfus, ambos fallecidos, tiene dos hermanas, Chloe y Laura Dreyfus. Su abuelo era descendiente del famoso capitán Alfred Dreyfus. Habla inglés, francés y japonés.

## Carrera
Dreyfus ha trabajado en varios telefilmes en Japón y en series estadounidenses como The Crow: Stairway to Heaven. Tuvo un papel secundario en el episodio piloto de la serie Mulholland Drive, de David Lynch, y otra participación en la serie francesa Jean Moulin. 
En 2008 apareció en la película Vinyan, de Fabrice du Welz, con Emmanuelle Béart y Rufus Sewell. Otras películas suyas son Rampo (1994), A Feast at Midnight (1998), Legal Aliens (1998) y Toki rakujitsu (1992).
En 2009, Dreyfus trabaja por segunda vez con el director Quentin Tarantino, esta vez en Inglourious Basterds, después de interpretar a Sofie Fatale en Kill Bill: Volumen 1.

## Filmografía

### Cine y televisión
| Año  | Título                       | Papel             | Notas                                                     |
| ---- | ---------------------------- | ----------------- | --------------------------------------------------------- |
| 1986 | Sekai Fushigi Hakken         | Ella misma        | Serie de televisión                                       |
| 1992 | Toki rakujitsu               | Mary              |                                                           |
| 1994 | Rampo                        | Mademoiselle      |                                                           |
| 1994 | A Feast at Midnight          | Madre             |                                                           |
| 1995 | Iron Chef                    | Ella misma        | Invitada especial; 2 episodios                            |
| 1998 | Legal Aliens                 | Isabel            |                                                           |
| 1998 | The Crow: Stairway to Heaven | India Reyes       | 3 episodios                                               |
| 1999 | The Godson                   | Laura             |                                                           |
| 2002 | Jean Moulin                  | Lydie Bastien     | Telefilme                                                 |
| 2003 | Kill Bill: Volumen 1         | Sofie Fatale      | También ayudante de casting                               |
| 2008 | Bathory                      | Lady Katarina     |                                                           |
| 2008 | Tokyo!                       |                   |                                                           |
| 2008 | Vinyan                       | Kim               |                                                           |
| 2009 | Inglourious Basterds         | Francesca Mondino | Ganadora: Premio del Sindicato de Actores al mejor elenco |
| 2011 | Interpol                     | Barbara           |                                                           |